# Huid

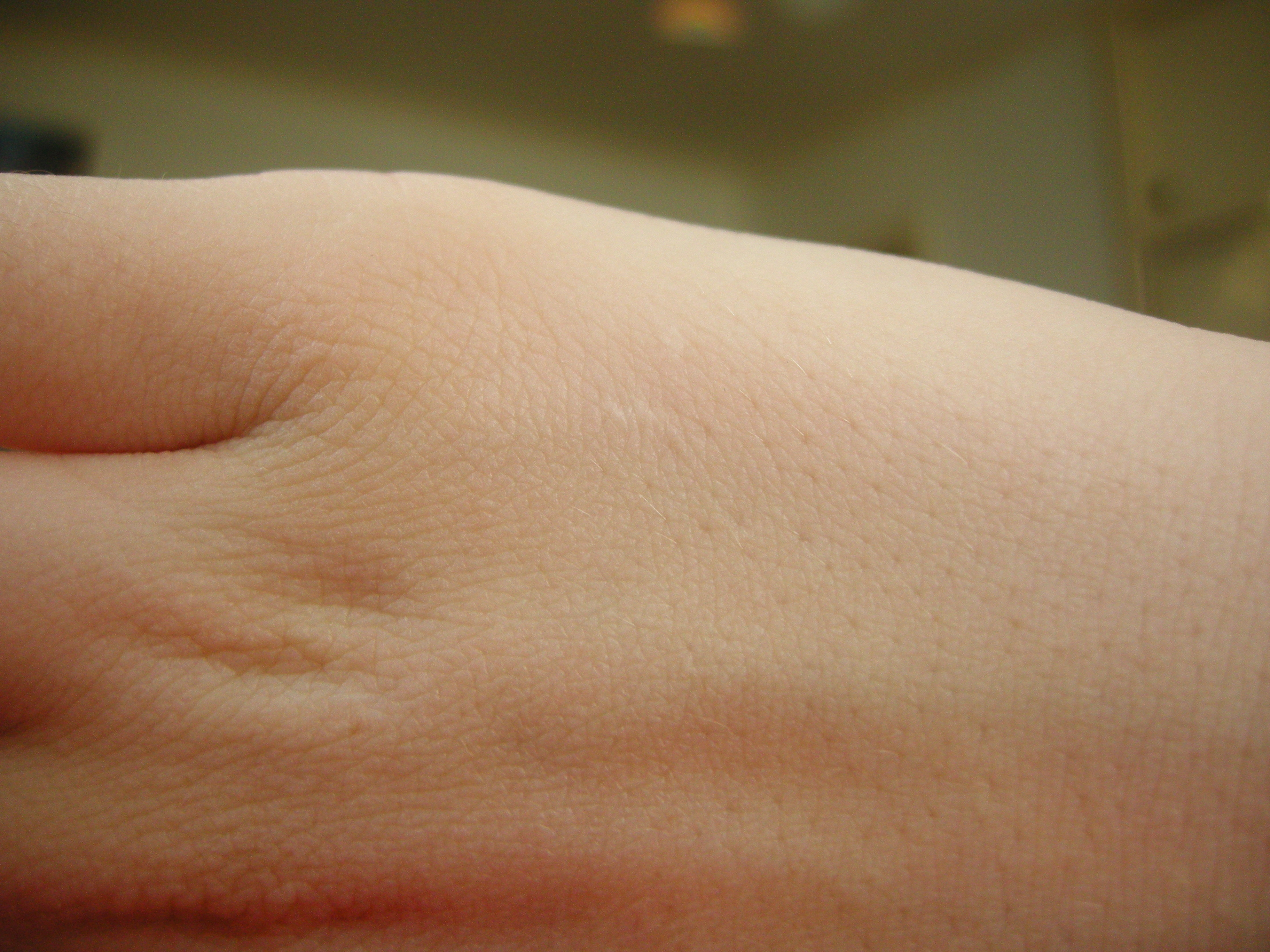
Menselijke huid van dichtbij

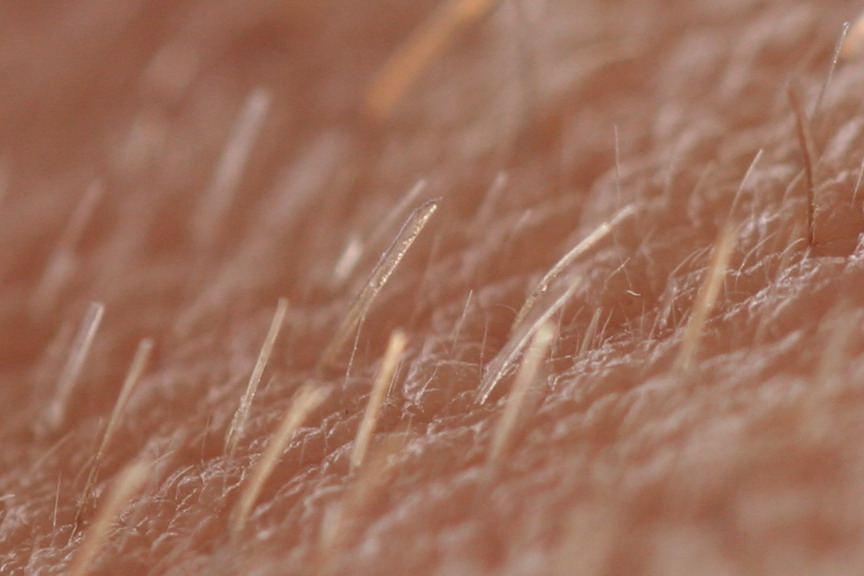
Nog dichterbij

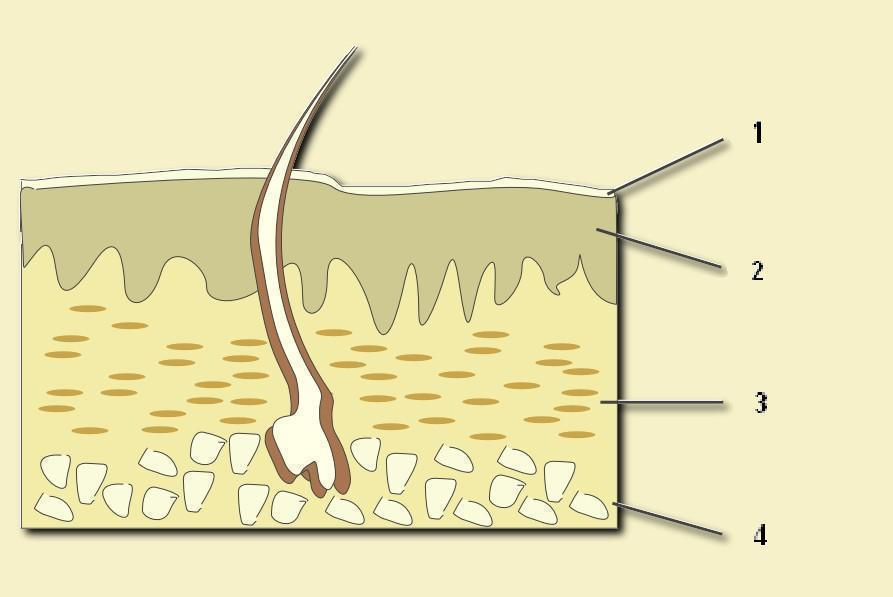
Doorsnede van de menselijke huid
1 = hoornlaag
1+2 = epidermis
3 = dermis of lederhuid
4 = subcutis

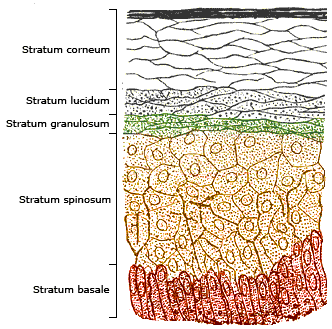

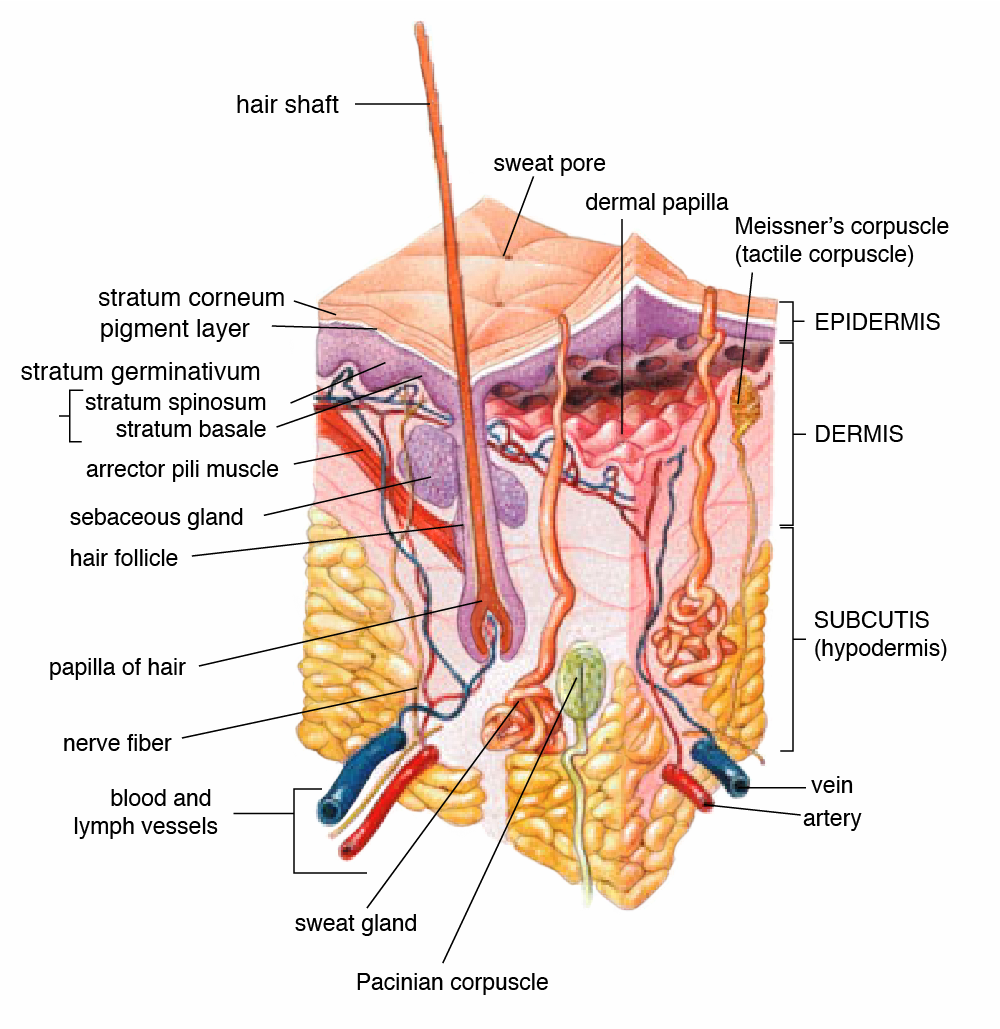
De huid met organen

De huid, Latijn: cutis, of het vel vormt de buitenste bekleding van het lichaam van mensen en andere dieren. De huid kan kaal zijn of bekleed met haren, veren of schubben.
Bij de mens wordt de huid beschouwd als het grootste orgaan, omdat de gehele huid meer weegt dan elk van de andere organen. De huid is de eerste barrière van het lichaam tegen ziekteverwekkers, maar ook tegen UV-licht, chemicaliën, mechanisch en chemisch trauma en tegen water. De huid regelt bovendien de temperatuur en de hoeveelheid water die het lichaam verliest. De huid bevat, net als de inwendige organen, verschillende lagen gespecialiseerde cellen (weefsels) die samen een functie vervullen. Waarnemen van de huid levert soms belangrijke informatie op over het al of niet goed functioneren van het lichaam als geheel.

## Opbouw
De huid bestaat uit een aantal verschillende weefsels die globaal in drie lagen kunnen worden ingedeeld. Aan de oppervlakte, dus de buitenkant, ligt de epidermis ofwel opperhuid. Daaronder ligt de dermis, de lederhuid. De dermis en epidermis worden samen de cutis genoemd. Onder de cutis ligt de subcutis, ofwel de bindweefsellaag.

### Epidermis
De epidermis, het opperhuidweefsel bestaat uit een vijftal lagen.
De bovenste laag is het stratum corneum, de hoornlaag. Deze laag bestaat uit dode (verhoornde) afgeplatte cellen. In deze laag zit meestal wat cholesterol, een hydrofobe stof, waardoor vochtverlies van het lichaam aan de buitenlucht wordt tegengegaan.
Onder de hoornlaag ligt het stratum lucidum, de heldere laag. Deze laag komt alleen in de wat dikkere huid, zoals op de handpalmen en de voetzolen voor.
De derde laag in de epidermis is het stratum granulosum. Deze laag bevat keratohyalinekorrels, een voorstadium van de hoornstof keratine.
De vierde en grootste cellaag in de epidermis is het stratum spinosum, de stekelcellaag. Deze 'stekelcellen' zijn met elkaar verbonden via intermediaire filamenten en desmosomen (celbruggetjes), waardoor het er onder de microscoop uitziet alsof ze stekels hebben. Celdeling vindt in deze laag niet meer plaats; in de normale gezonde huid is dit de breedste laag. Wanneer het aantal cellen in het stratum spinosum groter is dan normaal noemen we dit acanthose; bij oedeem (vochtophoping) tussen de cellen van deze laag spreekt men van spongiose.
De onderste laag in de epidermis wordt gevormd door het stratum basale, de grondlaag. Alle bovenliggende cellen ontstaan meestal uit deze laag van levende, delende cellen. Hoger in de huid worden de cellen platter en zijn er minder levende cellen. De bovenste lagen van de epidermis bevatten slechts dode cellen. In de basale laag komen ook melanocyten voor. Deze zorgen voor bescherming tegen UV-straling.
Het stratum spinosum en stratum basale samen heet de laag van Malpighi.

### Dermis
De lederhuid geeft de huid zijn stevigheid. Deze laag bestaat uit dicht bindweefsel, verdeeld over twee lagen. In de dermis komen ook talg- en zweetklieren, haarwortels en zenuwen voor. Ook zijn er bloedvaten in deze huidlaag.
Onder het stratum basale, de onderste laag van de epidermis, bevindt zich de eerste laag van de lederhuid: het stratum papillare. Deze laag bestaat uit fijne type III-collageenvezels en netwerken van elastische vezels. In deze laag bevinden zich daarnaast fibroblasten, macrofagen, dendritische cellen, mestcellen, leukocyten, lymfocyten en plasmacellen. De tweede, onderste laag van de lederhuid wordt gevormd door het stratum reticulare, een veel dikkere laag van bindweefsel die veel vezelmateriaal bevat. Ongeveer 85% daarvan zijn type I-collageenvezels.

### Subcutis
De subcutis is onderhuids weefsel dat voornamelijk dient voor vetopslag.

## Huidaanhangselen
Daarnaast worden de volgende gespecialiseerde weefseltypen in de huid onderscheiden, de huidaanhangselen of -adnexen:
- Nagel
- Haar
- Zweetklier
- Talgklier
- Borstklier

## Pigment
De cellen van de epidermis bevatten meestal grotere of kleinere hoeveelheden pigmentkorrels.
Wanneer de huid regelmatig aan zonlicht met ultraviolette straling wordt blootgesteld, wordt in de huid meer pigment gevormd en wordt de huid meer getint. Het pigment absorbeert de ultraviolette straling en voorkomt zo schade aan het onderliggend weefsel. Individuen bij wie het gen voor pigment niet werkt (albinisme) hebben geen huidpigment en zijn extreem gevoelig voor weefselschade door ultraviolette straling.

## Overig
- De samenstellende lagen van de huid kunnen sterk in dikte verschillen. De huid van de voetzool of handpalm is bijvoorbeeld dikker dan die van de handrug of buik. Veel diersoorten hebben een dikkere huid dan de mens. Leer bestaat uit de dermis van dieren. Het wordt op verschillende manieren bewerkt, vooral door het bindweefseleiwit te denatureren door middel van looien.
- De huid van zoogdieren is vaak bedekt met haar. Als de haren voldoende dicht op elkaar staan, spreekt men van een vacht. Het haar dient voornamelijk om de warmte-isolatie van de huid verder te verbeteren.
- Beschadigde huid zal zich proberen te herstellen. Daarbij kan een litteken achterblijven dat vaak niet meer in staat is om pigment te vormen.
- De specialisatie van de geneeskunde die met huid te maken heeft heet dermatologie.
- Er leven op de huid van de mens ongeveer acht miljoen bacteriën per vierkante centimeter. Er worden 182 van zulke bacteriesoorten onderscheiden, maar de samenstelling kan per persoon verschillen. Deze bacteriën zijn onontbeerlijk voor een gezonde huid.[2]

## Voetnoten
1. ↑  (en) Freberg, Laura A., Discovering Biological Psychology, 2009, p. 204. Gearchiveerd op 2 augustus 2023.
2. ↑  NRC Handelsblad (28 november 2009) "Te veel wassen is niet goed: huidbacteriën remmen wondinfecties "